# Championnats d'Europe de roller de vitesse 2008
Navigation
Édition précédente Édition suivante
Les championnats d'Europe de roller course 2008, ont lieu du 21 au 27 juillet 2008 à Gera, en Allemagne.

## Podiums

### Femmes
| Épreuves           | Or                                                 | Argent                                                    | Bronze                                                   |
| Piste              | Piste                                              | Piste                                                     | Piste                                                    |
| ------------------ | -------------------------------------------------- | --------------------------------------------------------- | -------------------------------------------------------- |
| 300 m              | Nicoletta Falcone                                  | Sheila Posada                                             | Erika Zanetti                                            |
| 500 m sprint       | Erika Zanetti                                      | Maria Laura Orru                                          | Sheila Posada                                            |
| 1 000 m sprint     | Nicoletta Falcone                                  | Elma de Vries                                             | Sabine Berg                                              |
| 10 000 m           | Simona di Eugenio                                  | Laetitia le Bihan                                         | Nadine Gloor                                             |
| 10 000 m           | Aurélie Duchemin                                   | Simona di Eugenio                                         | Cinzia Ponzetti                                          |
| 3 000 m par équipe | Italie Silvia Caglio Cinzia Ponzetti Erika Zanetti | France Laetitia le Bihan Aurélie Duchemin Justine Halbout | Pays-Bas Mariska Huisman Bianca Roosenboom Elma de Vries |
| Route              |                                                    |                                                           |                                                          |
| 100 m              | Erika Zanetti                                      | Nicoletta Falcone                                         | Maria Laura Orru                                         |
| 500 m              | Desire Contenti                                    | Erika Zanetti                                             | Nicoletta Falcone                                        |
| 10 000 m à point   | Sabine Berg                                        | Arianna Arcidiacono                                       | Elma de Vries                                            |
| 15 000 m           | Laura Lardani                                      | Giovanna Turchiarelli                                     | Cindy Etonne                                             |
| 5 000 m par équipe | Allemagne Sabine Berg Jana Gegner Tina Strüver     | France Aurélie Duchemin Cindy Etonne Justine Halbout      | Espagne Lorena Iglesias Sheila Posada Irene Reyes        |
| Longue distance    |                                                    |                                                           |                                                          |
| 42 195 m           | Sabine Berg                                        | Justine Halbout                                           | Giovanna Turchiarelli                                    |

### Hommes
| Épreuves           | Or                                                        | Argent                                              | Bronze                                                      |
| Piste              | Piste                                                     | Piste                                               | Piste                                                       |
| ------------------ | --------------------------------------------------------- | --------------------------------------------------- | ----------------------------------------------------------- |
| 300 m              | Wouter Hebbrecht                                          | Gregorio Duggento                                   | Nicolas Pelloquin                                           |
| 500 m sprint       | Julien Despaux                                            | Thomas Boucher                                      | Florian Lefèvre                                             |
| 1 000 m sprint     | Thomas Boucher                                            | Alexis Contin                                       | Claudio Naselli                                             |
| 10 000 m           | Fabio Francolini                                          | Yann Guyader                                        | Francisco Jose Peula                                        |
| 15 000 m           | Yann Guyader                                              | Fabio Francolini                                    | Francesco Zangarini                                         |
| 3 000 m par équipe | France Alexis Contin Julien Despaux Yann Guyader          | Pays-Bas Sjoerd Huisman Michel Mulder Ronald Mulder | Espagne Garikoitz Lerga Fernando Mejia Francisco Jose Peula |
| Route              |                                                           |                                                     |                                                             |
| 200 m              | Wouter Hebbrecht                                          | Gregorio Duggento                                   | Simone Bellia                                               |
| 500 m              | Alexis Contin                                             | Matthias Schwierz                                   | Ronald Mulder                                               |
| 10 000 m à point   | Julien Sourisseau                                         | Yann Guyader                                        | Davide Amabili                                              |
| 20 000 m           | Alexis Contin                                             | Yann Guyader                                        | Alessandro Gherardi                                         |
| 5 000 m par équipe | France Benjamin Douchin Florian Lefèvre Nicolas Pelloquin | Belgique Ferre Spruyt Maarten Swings Kwinten Tas    | Allemagne Felix Rijhnen Matthias Schwierz Nico Wieduwilt    |
| Longue distance    |                                                           |                                                     |                                                             |
| 42 195 m           | Yann Guyader                                              | Garikoitz Lerga                                     | Diogo Marreiros                                             |

## Tableau des médailles
- Pays organisateur

| Rang  | Nation    | Or | Argent | Bronze | Total |
| ----- | --------- | -- | ------ | ------ | ----- |
| 1     | France    | 10 | 9      | 3      | 22    |
| 2     | Italie    | 9  | 9      | 10     | 28    |
| 3     | Allemagne | 3  | 1      | 2      | 6     |
| 4     | Belgique  | 2  | 1      | 0      | 3     |
| 5     | Espagne   | 0  | 2      | 4      | 6     |
| 6     | Pays-Bas  | 0  | 2      | 3      | 5     |
| 7     | Portugal  | 0  | 0      | 1      | 1     |
| 7     | Suisse    | 0  | 0      | 1      | 1     |
| Total | Total     | 24 | 24     | 24     | 72    |

## Sources
- Résultats des Championnats d'Europe, sur le site rollersisters.com.